# Championnats de France de patinage artistique 1974
Navigation
Championnats de France 1973 Championnats de France 1975
Les championnats de France de patinage artistique 1974 ont eu lieu à la Patinoire olympique de Boulogne-Billancourt pour 3 épreuves : simple messieurs, simple dames et couple artistique. 
La patinoire de Viry-Châtillon, a accueilli l'épreuve de danse sur glace.

## Podiums
| Épreuves                            | Or                                | Argent                                 | Bronze                                |
| Messieurs résultats détaillés       | Didier Gailhaguet                 | Pascal Delorme                         | Gilles Beyer                          |
| Dames résultats détaillés           | Marie-Claude Bierre               | Marie-Hélène Panet                     | Sabine Fuchs                          |
| Couples résultats détaillés         | Florence Cahn / Jean-Roland Racle | Pascale Kovelmann / Jean-Pierre Rondel | Catherine Brunet / Philippe Brunet    |
| Danse sur glace résultats détaillés | Muriel Boucher / Yves Malatier    | Frédérique Ramlot / Dominique Laurent  | Marie-Joëlle Michel / Frédéric Garcin |

## Détails des compétitions
(Détails des compétitions encore à compléter)

### Messieurs
| Rang | Nom               |
| ---- | ----------------- |
| 1    | Didier Gailhaguet |
| 2    | Pascal Delorme    |
| 3    | Gilles Beyer      |
| ...  |                   |

### Dames
| Rang | Nom                 |
| ---- | ------------------- |
| 1    | Marie-Claude Bierre |
| 2    | Marie-Hélène Panet  |
| 3    | Sabine Fuchs        |
| ...  |                     |

### Couples
| Rang | Nom                                    |
| ---- | -------------------------------------- |
| 1    | Florence Cahn / Jean-Roland Racle      |
| 2    | Pascale Kovelmann / Jean-Pierre Rondel |
| 3    | Catherine Brunet / Philippe Brunet     |
| ...  |                                        |

### Danse sur glace
| Rang | Nom                                   |
| ---- | ------------------------------------- |
| 1    | Muriel Boucher / Yves Malatier        |
| 2    | Frédérique Ramlot / Dominique Laurent |
| 3    | Marie-Joëlle Michel / Frédéric Garcin |
| ...  |                                       |

## Sources
- Le livre d'or du patinage d'Alain Billouin, édition Solar, 1999